# Agrionoptera longitudinalis
Agrionoptera longitudinalis är en trollsländeart. Agrionoptera longitudinalis ingår i släktet Agrionoptera och familjen segeltrollsländor. IUCN kategoriserar arten globalt som livskraftig.

## Underarter
Arten delas in i följande underarter:
- A. l. biserialis
- A. l. dissoluta
- A. l. longitudinalis